# WebGain公司
WebGain公司是由比爾亞（BEA Systems）公司Warburg Pincus公司所共同成立的新創公司，成立的目標是期望該公司收併當時既有的Java EE／Java程式語言的開發工具，並加以消化融合成單套的應用程式發展環境：WebGain Studio。此外該公司的相關軟體還有TopLink、StructureBuilder等。
很不幸的，這項目標面臨當時的多項挑戰，加上.com泡沫（美國原稱為Dot-com bubble或互聯網泡沫）的影響，使WebGain匆促的停終，於2001年關閉。（另也有一說為2002年關閉，待查證）

## 相關參見
- Visual Cafe